# 러시아의 부정부패
러시아에서 부패는 매우 심각한 문제로 간주된다. 부패는 경제, 기업, 정치,  공공 행정, 법 집행, 보건 의료, 교육등 사회 전반에 걸쳐 영향을 미친다. 이는 경제 발전을 저해하고, 불평등을 심화시키며, 민주주의와 인권을 훼손한다. 부패 현상은 러시아 공공 통치의 역사적 모델에 깊이 뿌리내려 있으며, 국가 내 법치주의의 전반적인 약함에서 비롯된 것으로 평가된다. 국제투명성기구(Transparency International)는 2022년에 “러시아에서는 부패가 만연하다”고 평가하며, 2021년 부패인식지수에서 유럽 국가 중 가장 낮은 점수를 부여했다. 블라디미르 푸틴 정권 하에서 러시아는 도둑정치(kleptocracy), 과두정치(oligarchy), 금권정치(plutocracy)로 다양하게 묘사되고 있으며, 이는 친족 자본주의(crony capitalism) 경제 체제에 기인한다.

## 러시아에서의 부패 확산
1990년대 초 모스크바 주재 미국 대사관 중앙정보국(CIA) 책임자였던 리처드 팔머에 따르면, 소련의 해체와 러시아의 등장은 소련 국고에서 유럽과 미국의 사설 계좌로 수십억 달러 상당이 불법적으로 이전된 시기와 일치한다. 이러한 자금 이동은 냉전 기간 동안 KGB가 서방 은행 시스템에 대해 축적한 지식을 활용해 소련 체제의 “모든 구석”에 있던 엘리트들에 의해 이루어졌다. 팔머는 이 상황을 미국에서 “의회 대부분의 의원들과 법무부, 재무부, FBI, CIA, DIA, IRS, 연방집행관, 국경경비대, 주 및 지방 경찰, 연방준비은행, 대법원 판사들이 모두 대규모 부패에 연루된 것과 같다”고 묘사했다.
드미트리 메드베데프 대통령 재임 기간 동안 뇌물의 평균 규모가 증가했다. 러시아 내무부 경제범죄 단속국에 따르면, 2008년 뇌물의 평균액은 9,000루블이었으나, 2009년에는 23,000루블, 2010년에는 61,000루블, 2011년에는 236,000루블에 이르렀다. 2011년의 평균 뇌물액은 2008년 대비 26배 증가한 것으로, 같은 기간의 물가 상승률을 훨씬 상회한다.
2024년 부패 인식 지수(Corruption Perceptions Index)는 180개국의 공공 부문을 0점(“매우 부패함”)부터 100점(“매우 청렴함”)까지 점수로 평가하고, 이를 바탕으로 국가별 순위를 매겼다. 1위 국가는 가장 청렴한 공공 부문을 가진 것으로 인식된다. 러시아는 22점으로 154위를 기록했으며, 이는 2012년 현 점수 체계가 도입된 이후 최저 점수이다. 전 세계 점수와 비교하면, 최고 점수는 90점(1위), 평균 점수는 43점, 최저 점수는 8점(180위)이다. 동유럽 및 중앙아시아 국가들 중에서는 최고 점수가 53점, 평균 점수는 35점, 최저 점수는 17점이었다.
블라디미르 푸틴의 두 번째 대통령 임기 초반에 러시아의 부패 인식 지수 순위는 2004년 90위 에서 2005년 126위로 36계단 하락했다.
크렘린 비서실장 세르게이 이바노프에 따르면, 러시아에서 가장 부패가 심한 분야(가정 내 부패 기준)는 보건 의료, 교육 주택 및 공공 서비스이다. 반면, 독립 전문가인 RBC 잡지에 따르면, 러시아에서 가장 부패가 심한 분야는 법 집행 기관(국가 교통 안전 감독국 포함)이며, 그 다음으로 보건 의료, 교육, 주택 및 공공 서비스, 사회 보장 서비스가 뒤를 잇는다. 정부 차원에서는 부패가 가장 심한 다섯 분야가 다음과 같다. 정부 계약 및 구매, 허가 및 증명서 발급, 법 집행 기관, 토지 분배 및 토지 관계, 건설 분야이다.
러시아의 부패 비용에 대한 추정치는 다양하다. 러시아 연방 통계청(Rosstat)의 공식 통계에 따르면, 2011년 러시아 GDP의 15%만이 ‘그림자 경제’에 해당하며, 여기에는 세금 및 사회보험 회피를 위한 신고되지 않은 임금과 기타 탈세 행위가 포함된다. Rosstat의 추정에 따르면, 2011년 부패 규모는 GDP의 3.5%에서 7% 사이에 이른다. 반면, 일부 독립 전문가들은 부패가 러시아 GDP의 최대 25%를 차지한다고 주장한다. 또한 뇌물 수수의 주요 대상이 변화했다는 흥미로운 점이 있다. 과거에는 공무원들이 법 위반을 눈감아주는 대가로 뇌물을 받았으나, 현재는 단순히 자신의 직무를 수행하기 위해 뇌물을 받는 경우가 많다. 많은 전문가들은 2010년대 이후 러시아의 부패가 하나의 사업으로 변모했다고 인정한다. 1990년대에는 사업가들이 "크리샤"(krysha, 문자 그대로 ‘지붕’이라는 뜻으로 보호를 의미함)를 제공하는 다양한 범죄 조직에 돈을 지불해야 했으나, 오늘날에는 이러한 ‘보호’ 기능이 공무원들에 의해 수행된다. 부패 계층 구조는 교육을 포함한 다양한 경제 분야에서 나타난다.
결국 러시아 국민이 이러한 부패의 대가를 치르고 있다. 예를 들어, 일부 전문가들은 주택, 수도, 가스, 전기 요금의 급격한 인상이 물가 상승률을 훨씬 웃도는 것은 고위층에서 발생하는 대규모 부패의 직접적인 결과라고 보고 있다. 2010년대 이후 부패에 대한 반응은 변화했다. 푸틴의 두 번째 임기부터 부패 사건에 대한 대중의 분노는 거의 없었다. 푸틴 체제는 관료와 기업의 광범위하고 공개적인 결합, 그리고 친인척, 친구, 지인들을 이용해 예산 지출을 유리하게 만들고 국유 재산을 장악하는 점이 특징이다. 기업, 재산, 토지 탈취가 일상적으로 발생한다. 이러한 결과는 부패가 일상화되는 현상을 낳았다.
일부 학자들은 러시아에서 권위주의 체제와 국가-기업 결합 경제를 기반으로 한 위계적 사회가 형성되었으며, 이 체제에서 부패 관행의 확산이 전체 권력 체제를 유지하는 필수적인 메커니즘 중 하나라고 주장한다. 이러한 구조는 부패와의 효과적인 형사 정책 시행에 근본적인 장애물이 된다고 평가된다.

## 부패 방지 노력
현대 러시아에서의 반부패 캠페인은 1992년 4월 4일 보리스 옐츠인 대통령이 ‘공무원 부패 척결’을 주제로 한 포고령을 발표하면서 시작되었다. 이 문서는 공무원이 영리 활동에 참여하는 것을 금지했으며, 공무원은 자신의 소득, 개인 재산 및 부동산, 은행 예금과 증권, 그리고 재정적 채무에 관한 정보를 제출해야 했다. 이 포고령은 부패 방지법과 공무원법의 기초가 되었으며, 집행 권한은 대통령 통제국에 부여되었다.
러시아는 2008년에 UN 부패방지협약과 유럽평의회의 ‘부패에 관한 형사법 협약’을 비준함에 따라 첫 번째 반부패 법률 패키지를 통과시켰다. 같은 해 5월 드미트리 메드베데프 대통령이 ‘반부패 조치에 관한 포고령’을 서명하였다. 이후 뇌물 근절과 비즈니스 환경 개선을 목표로 다수의 반부패 관련 법률이 개정되었다.
러시아 반부패 캠페인은 러시아 정부가 가장 심각한 문제 중 하나로 인정한 부패를 줄이기 위한 지속적인 노력이다. 이 캠페인의 중심 문서로는 2009년에 메드베데프가 도입한 국가 반부패 계획과 2010년에 도입된 국가 반부패 전략이 있다. 캠페인의 핵심 기관은 2008년에 설립된 반부패 위원회이다. 메드베데프는 부패 척결을 자신의 대통령 임기 최우선 과제 중 하나로 삼았다. 2008년 9월 30일 위원회 첫 회의에서 메드베데프는 “한 가지 간단하지만 매우 고통스러운 사실을 반복하겠다. 우리나라의 부패가 만연해 있으며, 일상화되어 러시아 사회의 삶을 특징짓고 있다”고 말했다. 그러나 2022년에는 국제적 개혁 약속들이 폐기되고 있다. 같은 해 러시아는 ‘부패에 관한 형사법 협약’에서 탈퇴를 시작했으며, 부패 척결에 있어 시민사회의 참여도 지속적으로 차단되고 있다.
2012년, 러시아 정부는 공무원과 국영 기관 직원이 자신과 가족의 자금 출처 및 부동산, 증권, 주식, 차량 등 재산 취득 내역을 공개하도록 의무화하는 새로운 법률을 채택했다. 이 법안은 공직자의 이해 충돌을 처음으로 정의했으며, 반부패 법률을 군사 분야까지 확대 적용했다. 연방법 제273호 반부패법의 마지막 개정은 2012년 12월에 이루어졌으며, 2013년 1월 1일부터 시행되었다.
특히 제13조 3항의 도입은 러시아가 반부패 법률 체계를 강화하는 중요한 진전으로, 2010년 영국 뇌물 방지법(Bribery Act)과 미국 해외부패행위법(Foreign Corrupt Practices Act)과 같은 국제적 모범 사례와 부합하는 조치이다. 이 조항은 조직이 다음과 같은 반부패 조치를 수립하고 실행할 것을 요구한다.
1. 부패 및 관련 범죄 예방을 담당하는 부서나 책임자 지정
2. 집행 기관과의 협력
3. 윤리적 기업 활동을 위한 기준 및 절차 개발과 실행
4. 직원 윤리 강령 수립
5. 이해 충돌 예방 및 해결
6. 허위 보고서 제출 및 위조 문서 사용 방지

또한 러시아는 2012년에 경제협력개발기구(OECD) 뇌물방지 협약에 가입했으며, 2013년 G20 의장국으로서 부패 척결을 주요 의제 중 하나로 삼았다. 이에 따라 기업들은 새로운 반부패법 개정안을 준수하기 위해 적극적으로 대응해야 한다.

### 자금세탁 방지
부패는 돈세탁과 밀접한 관련이 있다. 부패한 공직자가 획득한 불법 자산은 글로벌 금융망에 투입되고, 여러 단계를 거쳐 세탁되지 않으면 무용지물이기 때문이다. 부패 수익은 엄격한 자금세탁 방지 조치가 없는 관할 구역이나 강력한 은행 비밀주의를 유지하는 국가에서 세탁될 수 있다. 이러한 이유로, 2012년과 2013년 푸틴 대통령이 사이프러스 사건 이후 지지한 ‘탈역외화(de-offshorization)’ 정책은 새로운 반부패 조치로 자주 간주된다.
최근 정부는 조직과 시민의 금융 거래에 대한 통제를 점진적으로 강화하는 이니셔티브를 추진하고 있으며, 이는 러시아 연방 금융감독청(‘로스핀모니토링’)의 관할 하에 있다. 2013년 6월 30일 제정된 법률은 러시아 내 통화 거래의 투명성을 높이고 자금세탁 방지 조치를 강화하기 위한 법적 개정을 도입했다. 이 법은 기업과 시민의 금융 거래에 대한 통제 범위를 확대한다.
기업에 가장 중요한 개정사항은 은행업 규제 변경이다. 이 개정은 신용 기관에 큰 영향을 미치며, 이들 기관은 고객 식별을 위한 내부 자금세탁 방지 정책과 절차를 수정해야 할 가능성이 크다. 개정안은 은행가가 고객에게 거래 목적을 요구할 수 있도록 허용한다. 그러나 이러한 요구는 업무 진행을 방해할 수 있으며, 결제 지연 등의 문제가 발생할 수 있다.

### 부패 척결을 위한 국가 계획
러시아 대통령 블라디미르 푸틴은 2014년부터 2015년까지 시행할 새로운 국가 반부패 계획을 승인하였다. 대통령은 2014년 7월 1일까지 행정부와 입법부에 반부패 계획을 수정하고 그 실행을 감독할 것을 지시하였다. 이 지시는 2014~2015년 국가 반부패 계획에 포함되었다.

### 반부패재단

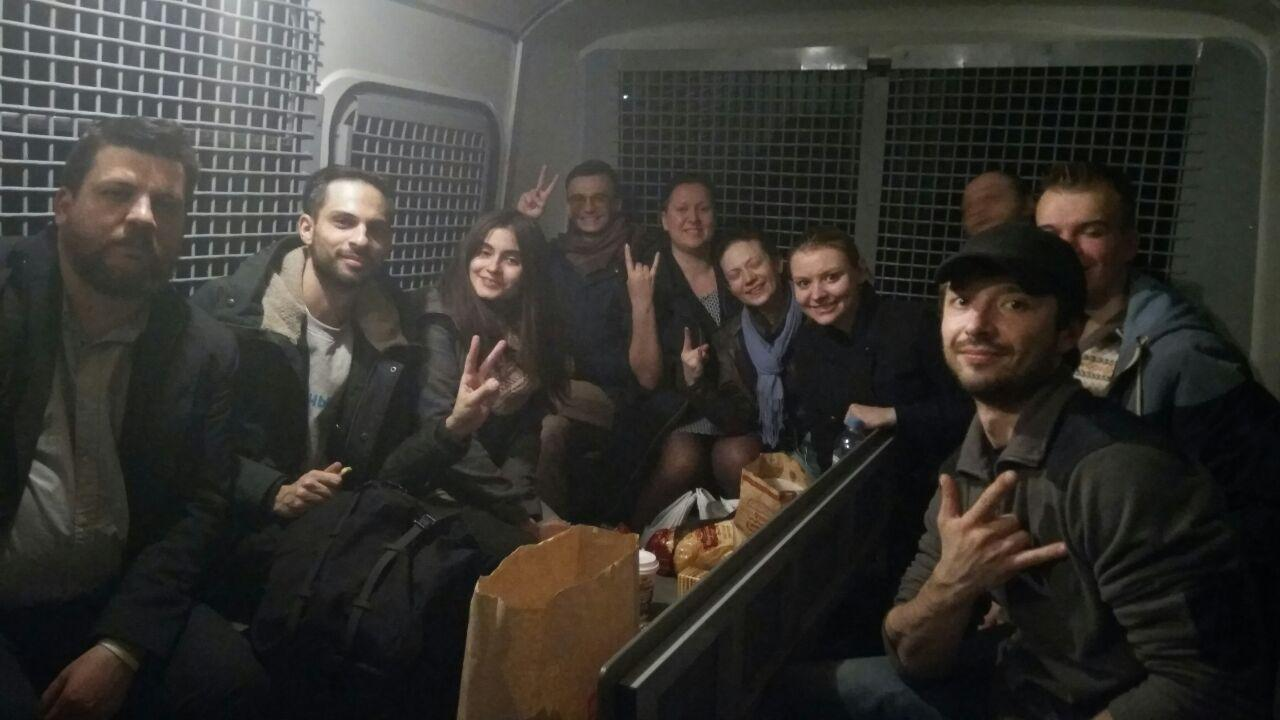
2017년 3월 26일 반부패재단의자원봉사자와 직원들이 체포되었다.

반부패재단은 2011년 활동가이자 정치인인 알렉세이 나발니에 의해 모스크바에 설립된 비영리 단체이다. 이 단체의 주요 목적은 러시아 고위 공직자들의 부패 사례를 조사하고 폭로하는 것이며, 최근 몇 년간 이 목표를 성공적으로 수행해 오고 있다.
나발니는 푸틴에 충성하는 부패 조직의 문제를 자주 공개적으로 알렸다. 그와 반부패재단은 러시아 내에서 큰 소셜 미디어 영향력을 가지고 있으며, 러시아 정부가 소셜 미디어 참여에 거의 관심을 보이지 않는 것과 맞물려, 러시아 야당의 이 일부는 젊고 교육 수준이 높은 러시아 국민 사이에서 상당한 지지를 얻고 있다.
이 비정부기구는 설립 이래 여러 차례 조사를 수행하고 고위 공직자의 부패 연루에 관한 다양한 보고서를 발표해 왔다. 그러나 이러한 자료들은 형사 사법 체계에서 무시되었으며, 오히려 이 단체를 폄훼하는 데 이용된 경우가 많았다.
그는 당신에게 다이먼이 아닙니다(He Is Not Dimon to You)는 2017년에 제작된 러시아 다큐멘터리 영화로, 당시 러시아 총리였던 드미트리 메드베데프의 부패 혐의를 다루고 있다. 이 영화는 드미트리 메드베데프가 12억 달러를 횡령했다고 추정한다. 공개 첫날 이 영상은 약 150만 회의 조회수를 기록했으며, 일주일 만에 700만 회를 넘어서 알렉세이 나발니와 반부패재단이 제작한 다른 영화인 차이카(Chaika)의 조회수를 뛰어넘었다. 2019년 5월까지 이 영상은 3천만 회 이상의 조회수를 기록했다.
2019년, 반부패재단은 러시아 법원으로부터 ‘외국인 에이전트’로 지정되었다. 2021년에는 이 단체를 극단주의 조직으로 인정하고 해산하기 위한 재판이 시작되었다.

### 시민 참여
2023년 9월, 러시아 유튜버 알렉산더 노즈드리노프는 우크라이나 내 러시아군에 관한 “허위 정보”를 퍼뜨린 혐의로 징역 8년 6개월을 선고받았다. 그는 2022년 3월 키예프에서 폭격당한 건물 사진을 게시했다는 혐의로 수사관들에게 체포되었다. 노즈드리노프는 자신의 유튜브 채널에서 지방 당국의 부패 문제를 다뤘으며, 우크라이나 사진을 게시한 적이 없다고 부인했다. 그의 변호사 올레샤 파뉘제바는 이번 사건이 “공적인 활동을 하며 부패한 경찰관과 법원, 기타 사법기관 관계자들의 범죄와 비리를 폭로하는 사람은 누구나 감옥에 갈 수 있다는 것을 보여준다”고 말했다.

## 연구
2012년 국제투명성기구 러시아 지부의 보고서는 시민들이 부패를 감시할 수 있는 다양한 활동을 보여준다. 이 단체는 청년 인권 운동과 협력하여 20개 도시에서 경찰관 신분증 태그를 점검하는 대규모 캠페인을 벌였다. 이는 경미한 부패를 막기 위한 선제적 조치로, 경찰관을 식별할 수 있을 경우 뇌물을 요구할 가능성이 줄어든다. 국제투명성기구 러시아는 학생들의 도움을 받아 러시아 공직자들의 소득 신고서를 감시하고 그 결과를 공개하며, 사회 지향적 비정부기구에 지원되는 6억 루블(약 1,900만 달러)의 공적 자금 사용을 감시한 결과 여러 이해 충돌 사례를 발견하였다. 또한 이 과정이 보다 투명하고 책임감 있게 이루어질 수 있도록 분석과 권고를 제공하였다. 이 비정부기구는 개인 및 단체, 영리 및 비영리 기업 및 조직, 부패 척결에 헌신하는 기관들과 협력하며, 부패 관련 문제에 대해 전문적인 분석과 보고서를 작성하여 부패 확산의 원인, 정치적·사회적 영향, 미래의 가능한 시나리오를 설명하고자 노력하고 있다.
2014년 12월 9일 노보스티 통신은 국가반부패위원회 위원장 키릴 카바노프가 방송에서 러시아 공무원의 3분의 1이 부패했다고 인정했다고 보도했다. 2015년 현재, 러시아 공무원들은 종종 신고한 소득을 훨씬 초과하는 고급차, 대저택, 의류 구매로 비판받고 있다.
2018년에 발표된 러시아의 1750년대부터 1830년대까지의 국가 부패에 관한 연구에 따르면, “기록 샘플을 기반으로 판단했을 때, ‘일상적인’ 부패를 통해 인구로부터 추출된 자원의 규모는 놀라울 정도로 낮았던 것으로 보인다”고 한다. 연구 저자들은 “국가 공무원과의 사소한 접촉마다 서기들에게 수수료를 지불해야 했으며, 이러한 수수료는 기술적으로는 불법이었지만 매우 흔하고 일반적으로 수용되어 운영비 항목과 함께 장부에 기재되었다”고 서술하였다. 그러나 “이러한 ‘일상적인’ 지불은 전체 공동체 인구 기준으로 1인당 계산해보면 실제로는 매우 소액이었으며, 대부분 관습적인 성격을 띠며, 선물 교환과 존중 표현, 비공식적 관계 유지(‘호의적인 태도’)의 전통 경제 일부였다”고 설명했다. 그럼에도 불구하고, “이러한 낮은 수준의 1인당 착취만으로도 주요 지역 공무원들은 상당한 금액을 축적할 수 있었으며, 최소한 그들의 급여를 세 배 이상 늘릴 수 있었을 것”이라고 덧붙였다.
러시아 검찰청에 따르면, 2017년 부패 혐의로 유죄 판결을 받은 사람들 중 법 집행 기관 관계자 및 국회의원은 약 2,200명으로 전체의 11% 이상을 차지하였다.